# Čagatajski Kanat
Čagatajski Kanat (mongolski: Цагадайн улс, turski : Cagatay Hanlığı) bio je mongolski, a kasnije jezično poturčeni Kanat, kojim je vladao jedan Džingis-kanov sin Čagataj kan i njegovi nasljednici. U početku bio je dio mongolskog carstva, a kasnije je postao potpuno neovisan. Dosegao je svoj vrhunac krajem 13. stoljeća, kada se protezao od rijeke Amu-Darja južno od Aralskog jezera Altajskog gorja -danas granicu između Mongolije i Kine. 
Kanat je u jednom ili drugom obliku postojao od 1225 do kasnog 17. stoljeća, iako je zapadna polovice kanata 14 godina st. potpala pod vlast Tamerlana. Istočni dio Kanata ostao pod vlašću čagatajskih kanova, koji su ponekad bili saveznici, a ponekad i neprijatelja Tamerlanovih nasljednika. U 17. stoljeća, ostatak teritorija potpao je pod vlast kanata Apak Hodže, vjerskog i političkog vođe Kašgarije u današnjem južnom dijelu pokrajine Xinjiang.

## Uspostava
Džingis kan je još prije svoje smrti podijelio svoje velike carstvo između svojih sinova i lojalnih generala. Njegov nasljednik, postao je treći sin Ögedej (Ogotaj) koji je dobio teritorij istočno od Balhaškog jezera do Mongolije. Najmlađi sin Toluj dobio sjeverni dio Mongolije, Čagataj, treći sin, dobio je Transoksaniju između rijeka Amu-Darja i Sir-Darja - u današnjem Uzbekistanu, a područje oko Kašgara. Čagataj je za glavni grad izabrao Almalik blizu današnjeg grada Kuljdže (Jining) na sjeverozapadu Kine.:str. 253.-272. 
Mongolskol je carstvo, osim nasljeđivanja bilo ugroženo i velikim kulturnim i etničkim razlikama između Mongola i njihovih velikim dijelom islamiziranih turkijskih podložnika.
Kad je Ögedej (Ogotaj) umro prije nego što je bio u mogućnosti osvojiti cijelu Kinu vlast je 1241. prešla na njegovog sina Gujuka (Güyüka)  s tim da je u sljedećih pet godina, vladao regentstvom Ögedejeve supruge Töregene. Prijenos vlasti morao je biti odobren, ali bez naočnosti Batu-kana, kana neovisne Zlatne Horde.:str. 253.-272.  Nakon Gujukove smrti Batu kan proveo kurultaj poslao Berkeja koji se koristio spletkama kako bi pridobio Tolujevu udovicu i sljedeći kurultaj za sebe. Godine 1253. kulturaj je prenio ovlasti na Tolujevega sina Möngkeja, koja je bio sklon nestorijanskom kršćanstvu.:str. 253.-272.  Neke manje feude dobili su samo članovi njegove obitelji koji nisu odmah prešli u oporbu.

## Čagatajski Kanat nakon Čagataja
Čagataj je umro 1242., nedugo nakon svog brata Ögedeja. Čagatajski Kanat je bio u sljedećih dvadeset godina gotovo u potpunosti ovisan o središnjoj mongolskoj vlasti,  koja po svojoj volji imenuje i svrgava čagatajske kanove. Gradovi u Transoksaniij koji inače ulaze u teritorijalni Čagatajski Kanat bili su izravno upravno odgovorni velikom velikom kanu.:str. 328.-343.
Ova podređenost središnjoj vlasti završila je u vrijeme vladavine Čagatajevoga unuka Alguja (1260. – 1266.), koji iskorištava prednost rata između Kublak kana i Arik bokea stavši protiv potonjeg i stekavši nove teritorije i dobivši lojalnosti kanovih vlasti u Transoksaniji.:str. 27–71. Isto tako, djeluje kao njegov nasljednik Barak (1266. – 1271.), koji je potjerao Kublaj-kanovog guvernera Xinjianga.:str. 27.-71. Većina Čagatajida je isprve podržavala Kublaj kana ali su 1269 su udružili snage s dinastijom Ogotaj.
Baraq je ubrzo bio ograničena na Transoksaniju i bio prisiljen postati vazal Kaidua.:str. 25.-26. U isto vrijeme, on je bio suprotstavljen Abaqi, ilkanu, koji je vladao svojim ilkanatom u Perziji. Baraq je napao prvi, ali je poražen od strane Ilkanatove vojske i bio prisiljen na povratak u Transoksaniju, gdje je i umro nedugo nakon toga.:str. 30.-32.
Idućih nekoliko čagatajskih kanova je imenovao Kaidu:str. 33., koji je dominirao kanatom je sve do svoje smrti. Njegov odabrani nasljednik bio je Baraqov sin Duwa (1282. – 1307.), koji je sudjelovao u Kaidujevom ratu s Kublaj-kanom i njegovim nasljednicima iz dinastije Yuan.:str. 50–52. Oba su vladara bili u stalnom sukobu s Ilkanatom.  Nakon Kaidujevi smrti u prvom desetljeću 13. st. Duwa se odrekao svoje feudalne dužnosti, pomirio s dinastijom Yuan i počeo yuanskima vladarima plaćati porez. Čagatajski Kanat je bio sve do svoje njegove praktično neovisna država.:str. 71–76.

## Na kraju čagatajidske vladavine u Transoksaniji
Duwa je imao mnogo sinova, od kojih su mnogi postali kanovi. Između njih dvije najvažnije Kebek i Tarmaširin. Kebek, koji je vladao godine 1309 i 1310, te zatim od 1318 do smrti, standardizirao je kovani novac i postavio Karshi u Uzbekistanu kao glavni grad. Tarmaširin, koji je vladao 1326. – 1334., prešao je na islam i napala Delhi sultanat u Indiji. Prijestolnicu kanata je preselio na Zapad u Transoksaniju i zatim slomio su otpor plemena u istočnim pokrajinama, što je jako destabiliziralo zemlju.:str. 341.-342.
Tijekom ustanka 1346 plemenski poglavica Kazagan je bio čagatajskog Kazan kana.:str. 328.-343.  Kazanova smrt donijela je kraj vladavine dinastije Čagataj u Transoksaniji. Državna uprava za cijelu regiju prošao u rukama lokalnih plemenskih poglavica, koji su bili uglavnom turkijskog i turkijsko-mongolski podrijetla, i koji su bili labavo povezani. Kazanovi nasljednici su se pozivali na Džingis-kanovu dinastiju kako bi opravdali svoj legitimitet, ali su bili samo marionete. Propast Kanata pokušao je iskoristiti Džanibeg kan od Zlatne Horde, koji Čagatajskemu Kanatu namenuo prevlasti Džočida i pokušao spojiti tri mongolska kanata u jednu državu. Ali Džčid je ubrzo izgubio vlast u Azerbajdžanu, a Čagatajidi nakon njegove smrti godine 1357 protjeralinjegove upravitelje.
Jedini ozbiljni pokušaj vraćanja vlasti Čagatajida u Transoksaniju učinio je kan Tugluk Timur (1329/30-1363), koji je dvaput napao Transoksaniju i pokušao uništiti moć lokalnih plemena. Njegov pokušaj nije uspio i Tugluk umro ubrzo nakon toga. Kad je njegova vojska napustila Transoksaniju, za prevlast su se borili plemenski poglavari Amira Husein, koji je bio unuk Kazaganov i Timur Lenk tj. Tamerlan. Timur je naposljetku poraio Amira Husseina godine 1369. preuzeo kontrolu nad Transoksanijom.
Timur se ponašao poput svojih prethodnika i na prijestolje Čagatajskoga Kanata postavljao je marionetske kanove. Kanovi su bili iz Ogotajeve a ne Čagatajeve dinastije.:str. 416. Timur je sljedeća tri desetljeća iskorištavao teritorij Čagatajskog Kanata kao bazu za svoja opsežna vojna osvajanja, u kojoj je osvojio Herat u Afganistanu, Shiraz je u Perziji, Bagdadu u Iraku i Damask u Siriji. Nakon poraza od Turaka u bitci kod Angore godine, umro je godine 1405. marširajući prema Kini umrlo. Njegovi nasljednici su se zvali Timuridi zabilježeno je također da su imali svoje marionetske kanovedo sredine 15. stoljeća.
Neki čagatajski običaji su očuvani unatoč propasti Kanata: Tamerlanove vojnike su prozvai "Čagatajcima". Književni jezik koji su koristili Timuridi i njihovi istočni mogulski susjedi,  zvao se čagatajski turkijski Čagatajski turkijski kao književni jezik je izumro, a njegovi najbliži živući srodnici su današnji ujgurski i uzbečki .

## Nastavak vladavine u Istočnom Turkestanu
Sredinom 14. stoljeća, područje oko rijeke Ili postalo je novi kanat, koja je bio vrsta nomadskog plemenskog saveza, kojim su   vladali članovi Čagatajeve obitelji. Novi kanat se smatrao sljednikom Čagatajskega Kanata, iako ga neki povezuju s Mogulskim Kanatom,:str. 75. jer su se pripadnici plemena smatrali čistim "Mogulima" (Mongolima), za razliku od pretežito turkijskih i poturčenih mongolskih naroda Transoksanije.
Istočne dijelove Čagatajskoga Kanata je u ranom 14. stoljeća naseljavao broj mongolskih nomadskih plemena. Ta plemena su odbijala prelaz Kana Tamaširina na islam i nastanjenje u Transoksaniji. Oni su izazvali pobunu koja je dovela do Tarmaširinove smrti. Jedan od njegovih nasljednika, Čangša kan bioje antiislamist i skloniji istoku.:str. 328.-343.
1340-ih godina u Transoksaniji se nekoliko kanova borilo za vlast, zbog čega se na istočna područja malo obraćala pozornost, tako da su ona uglavnom bila neovisna. Najjači pleme Duglati, dominiralo je na golemom području u Mogulistanu, na zapadnom dijelu Tarimske zavale. Godine 1347. odlučili su imenovati vlastitog kana i postavili su na prijestolje Čagatajida Tugluka Timurja.:str. 328.-343.
Tugluk Timur (1347-1363) je postao vođa plemenske federacije koja je vladala Tarimskom zavalom i stepskim područjima Mogulistana. Njegova vladavina se podudarala s vladavinom marionetskih kanova u Transoksaniji, što je značilo da su u isto vrijeme postojala dva klana kojim su vladali Čagatajidi: zapadni, okupljen u Transoksaniji i istočni smješten u Mogulistanu. Tugluk Timur je, za razliku od zapadnih kanova Khan, bio moćan vladar. Godine 1354 je prešao na islam i pokušao smanjiti moć Duglata. Godine 1360 iskoristio je prednost od nemira u Transoksaniji i svoju podobnost za nasljedstvo. Napao je Transoksaniju, preuzeo vlast i privremeno ujedinio kanat Godine 1361. je ponovno napao Transoksaniju i imenovao svoga sina Iljas hodžu za guvernera, ali nije uspio zadržati teritorij. Moguli su naposljetku izbačeni iz Transoksanije.:str. 409.-411.
Čagatajska vlast u Mogulistanu bila je privremeno prekinuta državnim udarom duglatskoga Emira Qamarja ud-Dina, koji je vjerojatno bio ubio Iljaš hodžu i nekoliko drugih Čagatajida. Moguli koji su mu ostali pokorni su bili u stalnom ratu s Timurom. Timur je pokušava ponovno doći na vlast, te je više puta napao Mogulistan, ali stanovništvo nije uspio pokoriti. [14] Čagatajidi ponovno došao na vlast godine 1380. ali su Duglati,u unatoč promjeni vlasti, zadržali značajnu poziciju u kanatu u sljedećih četrdeset godina, uspjevši nekoliko kanova postaviti po vlastitom izboru. [18]
Čagatajidsku vlast je prekinuo Uvais kan (1418. – 1428.), pobožni musliman koji je bio u čestim ratovima s Oiratima (zapadnim Mongolima) u predjelima istočno od Balkaškoga jezera. Oirad Esen Tajiši je ga je porazio, čak i zarobio dva puta, ali još uvijekje osigurao njegovo puštanje na slobodu. Uvais kana je naslijedila Esen Buqa (1428-1462), koji je često napadao Timuridovo carstvo. Naslijedio ga je brat Junus Kan (1462. – 1487.), koji je porazio Uzbeke i održavati dobre odnose s Kazasima i Timuridima. No, zbog otpora Duglatovaca izgubljena je Tarimska zavala.  Godine 1484 on je oteo Taškent koji su držali Timuridovci.:str. 409.-411.
U 15. stoljeću mogulski kanovi sve su više bivali poturčeni. Junus kan je jednom bio spomenut čak da izgleda više kao Tadžik nego Mongol.:str. 409.-411. Ova turkifikacija stanovništva nije bila tako vidljiva,:str. 78. u odnosu na na vladajuću kastu. Kanovi su napustili stari mongolski kod Jasa i usvojili islamski šerijatski zakon .
Nakon smrti Janus kana čini njegov teritorij je podijeljen među njegovim sinovima. Ahmed kan (1487. – 1503.) osvojio je istočni Mogulistan i Ujgurstan, uspješno ratovao protiv Ojrata, pljačkao po kineskim teritorijima i pokušao preuzeti zapadni dio Tarimske zavale, kojom su vladali Duglati. Godine 1503. je putovao na zapad pomoći svom bratu Mahmud kanu (1487. – 1508.), glavaru Taškenta i zapadnog Mogulistana u ratu protiv Uzbeka po vodstvom Mohammeda Šajbanija. Uzbeci su braću potukli i zarobili. Kasnije su ih pustili, ali Taškent je ostao u njihovim rukama. Ahmed kan je umro ubrzo nakon toga. Naslijedio ga je njegov sin Mensur kan (1503. – 1545.), koji je godine 1513. osvojio je kinesku vazalnu državu Hami. Mahmud-kan je proveo nekoliko godina pokušavajući ponovno uspostaviti svoju vlast u Mogulistanu. Na kraju je odustao i predao se Muhammadu Šajbaniju, koji ga je dao pogubiti.:str. 409.-411.
Mensur-kanov brat sultana Said kan (1514. – 1533.) bio je godine 1514. osvojio zapadni dio Tarimske zavale i odabrao Kašgar za glavni grad.  Od tada, mogulski kanat je bio trajno podijeljen, iako je Sultan Said kan službeno bio vazala Mensur Kana u Turpanu. Nakon smrti Said Kana je došao na prijestolje Abdurrašid Kan (1533. – 1565.), čija je vladavina počela s ubojstvom člana Duglatove obitelji. Nećak mrtvog emira, Mirza Muhammad Haidar Duglat, pobjegao je u mogulsko carstvo u Indiji i naposljetku osvojio Kašmir, gdje je napisao povijest Mogula. Abdurrašid kan se borio s Kirgizima i Kazasima za kontrolu u Mogulistanu, ali je izgubio u ratu s njima. Mogulistan je bio zauvijek izgubljen i otkad je moć Mogula bilao graničena na Tarimsku zavalu.:str. 409.-411.

## Kraj vlasti
U kasnim godina šesnaestog i početkom sedamnaestog stoljeća, mogulski kan Kašgar doživio je razdoblje decentralizacije, s brojnim podkanatima koji su iskočili s centrom u Kašgar, Jarkandu, Aksuu i Hotanu. U isto vrijeme ,sve više kanova je preavalo svoju svjetovnu vlast na hodžama, dok oni nisu postali vladajući u Kašgariji. Hodže su međusobno bili podijeljeni u dvije sekte :aq Taghlik i Kara Taghlik. Ova situacija trajala je sve do 1670-ih, kada su mogulski kanovi navodno pokušala ponovno uspostaviti svoju vlast progonom vođa aq Taghlik a :str. 500.-501. aq Taghlik odgovorio traži pomoć od Zungara (koji su bili Oirati) ;. Zungari su napali Kašgariju, zatočili kana, i postavili aq Taghlik u Kašgariju. Također su pomagali aq Taghliku u nadjačavanju sa   Kara Taghlik u Jarkandu. Nedugo nakon toga ,Mogulsko kraljevstvo Turpan i Hami također su osvojili Zungari, iako je njegova vladajuća dinastija ostala na mjestu do 1930. Maqsud Shah bio je posljednji od njih i umro je 1930 .:str. 527.-528. Tarimska zavala pala je pod potpunu vlast Zungara dok je nisu osvojili je snimljena carevi Kine iz Manchu dinastije sredinom 18. stoljeća .:str. 125.-126.